# Präsidentschaftswahl in der Republik Moldau 2024
Der erste Wahlgang für die Präsidentschaftswahl in der Republik Moldau 2024 fand am 20. Oktober statt; am selben Tag wurde auch das Referendum über die Mitgliedschaft Moldaus in der Europäischen Union durchgeführt. Die amtierende Präsidentin Maia Sandu erhielt über 42 Prozent der Stimmen im ersten Wahlgang, verpasste aber die absolute Mehrheit. Der daher notwendige zweite Wahlgang der Präsidentschaftswahl fand am 3. November statt. Dabei gewann Sandu die Wahl mit etwa 55 Prozent der Stimmen.

## Hintergrund
Die letzte Präsidentschaftswahl in der Republik Moldau am 1. November 2020 hatte Maia Sandu, die Kandidatin der liberal-konservativen Partei der Aktion und Solidarität (PAS) gewonnen. Nach ihrer Wahl machte die neu gewählte Präsidentin, entsprechend ihrer Ankündigungen vor der Wahl den Kampf gegen die im Land grassierende Korruption zu einem Hauptthema ihrer Politik. Zum anderen verfolgte Sandu einen konsequent pro-europäischen Kurs, mit dem erklärten Ziel, die Republik Moldau näher an die Europäische Union heranzuführen. Eine wesentliche politische Wendung wurde durch den russischen Überfall auf die Ukraine, das Nachbarland der Republik Moldau, herbeigeführt. Eine Woche nach Beginn der russischen Invasion stellte die Republik Moldau am 3. März 2022 offiziell einen Aufnahmeantrag in die Europäische Union.
Präsidentin Sandu hatte im Jahr 2023 ihre erneute Kandidatur angekündigt. Das Parlament beschloss, die Präsidentschaftswahl am selben Tag wie ein Referendum zum EU-Beitritt abzuhalten. Darüber hinaus kündigte Sandu den Start einer Online-Plattform an, auf der für das Referendum geworben werden sollte. Das EU-Beitrittsprojekt stieß jedoch nicht in allen politischen Lagern auf Zustimmung. Traditionell ist das moldauische politische Spektrum in ein pro-europäisches und ein pro-russisches Lager gespalten. Die pro-russischen politischen Kräfte argumentieren vor allem mit Befürchtungen, dass eine Aufnahme Moldaus in die Europäische Union letztlich zu einem Anschluss an Rumänien und zu einer Unterdrückung der zahlreichen nicht-rumänischen Minderheiten in der Republik Moldau führen würde. Außerdem präsentieren sich die pro-russischen Politiker als Verteidiger traditioneller Werte (Familie, Vaterland etc.) und agitieren beispielsweise gegen LGBT-Rechte, Liberalismus u. ä.

### Krisenherde Transnistrien und Gagausien

Republik Moldau mit:
und

Ein Dauerproblem Moldaus ist der Transnistrien-Konflikt. Seit 1992 existiert auf dem Staatsgebiet der Republik Moldau auf der östlichen Seite des Flusses Dnister die selbst proklamierte „Republik Transnistrien“ mit einer zahlenmäßig starken russischsprachigen Bevölkerung, ein von Russland unterstütztes, aber von keinem Staat der Welt diplomatisch anerkanntes de-facto-Regime, das durch etwa 1500 Mann dort stationierte russische Truppen gestützt wird. Auf dem Gebiet Transnistriens existiert bei Cobasna das umfangreichste Waffenlager Osteuropas noch aus sowjetischer Zeit. Nach einem international nicht anerkannten Referendum erklärte sich Transnistrien 2006 für unabhängig. Internationalen Einschätzungen zufolge hat sich Transnistrien zu einem Zentrum der Korruption, der organisierten Kriminalität, des illegalen Waffenhandels, des Menschenhandels und der Geldwäsche entwickelt.
Ein weiteres Krisengebiet ist die autonome Region Gagausien im Süden Moldaus. Die in der Region die Bevölkerungsmehrheit bildenden Gagausen sind eine turksprachige Minderheit. Die politische Führungsschicht Gagausiens pflegt traditionell enge Kontakte zu Russland. Die seit 2023 amtierende Gouverneurin Evghenia Guțul ist als ausgesprochen russlandfreundlich bekannt und pflegt persönliche Kontakte zum russischen Präsidenten Wladimir Putin.

### Einflussnahme von russischer Seite
2023 beschuldigte Präsidentin Sandu Moskau, ihre Regierung systematisch destabilisieren zu wollen. Russland plane mit militärisch ausgebildeten Saboteuren gewalttätige Aktionen sowie Angriffe auf staatliche Institutionen und Geiselnahmen. Im Vorfeld der Präsidentschaftswahl mehrten sich die Anzeichen, dass Russland die Wahl in seinem Sinne beeinflussen wollte. Am Flughafen Chișinău wurden in den Monaten vor der Wahl bei Gepäckkontrollen zahlreiche Personen identifiziert, die mit größeren Geldsummen von einem Kurzbesuch in Russland zurückkehrten – zum Teil über Verbindungsflüge via Jerewan oder Istanbul. Die Geldsummen beliefen sich auf einige Tausend Euro, was per se nicht illegal war. Jedoch erschien das Muster verdächtig, so dass die moldauischen Behörden das Geld vorläufig konfiszierten. Insgesamt wurden 1,2 Millionen Euro beschlagnahmt, die bemerkenswerterweise anschließend von niemandem zurückgefordert wurden. Es wurde vermutet, dass die Gelder zur Unterstützung der Interessen von Ilan Șor, einem im russischen Exil lebenden moldauisch-israelischen Geschäftsmann und Oligarchen bestimmt waren. Șor war 2017 wegen Unterschlagung von 700 Millionen US-Dollar aus Moldaus Bankensystem in Abwesenheit zu 15 Jahren Haft verurteilt worden. Die von ihm gegründete Șor-Partei wurde 2023 vom Verfassungsgericht verboten, bis im März 2024 das Oberste Gericht Moldaus das Verbot aufhob.
Nachdem sich ergeben hatte, dass die Geldtransfers via direkte „Kuriere“ nicht mehr durchführbar waren, seien die Gelder über die russische Promswjasbank (PSB) nach Moldau geflossen. Nach Angaben des Polizeichefs hatten bis Anfang Oktober 2024 insgesamt 130.000 Personen – etwa 10 % der Wahlberechtigten – Zahlungen über die PSB erhalten. Alleine im September 2024 seien 15 Millionen US$ transferiert worden. Șor rief die Wähler in unverblümter Weise dazu auf, „jemanden zu wählen, mit dem er zusammenarbeiten könne“. Er versprach Rentnern im Fall eines günstigen Wahlausgangs monatliche Zahlungen von 5000 moldauischen Leu (etwa 200 €). Moldaus leitende Anti-Korruptionsbeauftragte, Veronica Dragalin, frühere Staatsanwältin in Los Angeles, äußerte, dass sie kein Beispiel kenne, „wo sonst ein so unverschämter und offener Versuch zur Manipulation einer Wahl stattgefunden“ habe.
In den Tagen nach dem ersten Wahlgang präsentierten die moldauischen Polizeibehörden der Öffentlichkeit Ermittlungsergebnisse, die einen massiven Stimmenkauf bei der Wahl belegten. Seit April 2024 seien für rund 138.000 moldauische Staatsbürger Konten bei der russischen Promswjasbank (PSB) eröffnet worden. Einzelpersonen erhielten jeweils umgerechnet rund 100 Euro für eine Stimme zugunsten eines prorussischen Kandidaten und bei einem Votum gegen die EU-Integration der Republik Moldau. Das Geld konnte über eine spezielle App transferiert werden. Durch „lokale Koordinatoren“ sei geprüft worden, ob die Wähler im Sinne des Geldgebers abgestimmt hatten. Die Abstimmungsentscheidung konnte zum Beispiel mit einem Handyfoto des Stimmzettels belegt werden. Zusätzlich zu den App-Nutzern seien meist auch deren Familienangehörige miteinbezogen gewesen. Hinter dem ganzen Stimmenkauf wurde Ilan Șor vermutet. Die moldauischen Behörden gaben an, dass sie wichtige technische Einzelheiten des Wahlbetrugs erst kurz vor der Wahl entdeckt hätten, was öffentlich von Präsidentin Sandu bezweifelt wurde. Die Präsidentin warf dem Justizsystem vor, zu wenig zur Verhinderung des Stimmenkaufs unternommen zu haben und vermutete implizit Korruption als Ursache für die Versäumnisse.

Kandidatengalerie
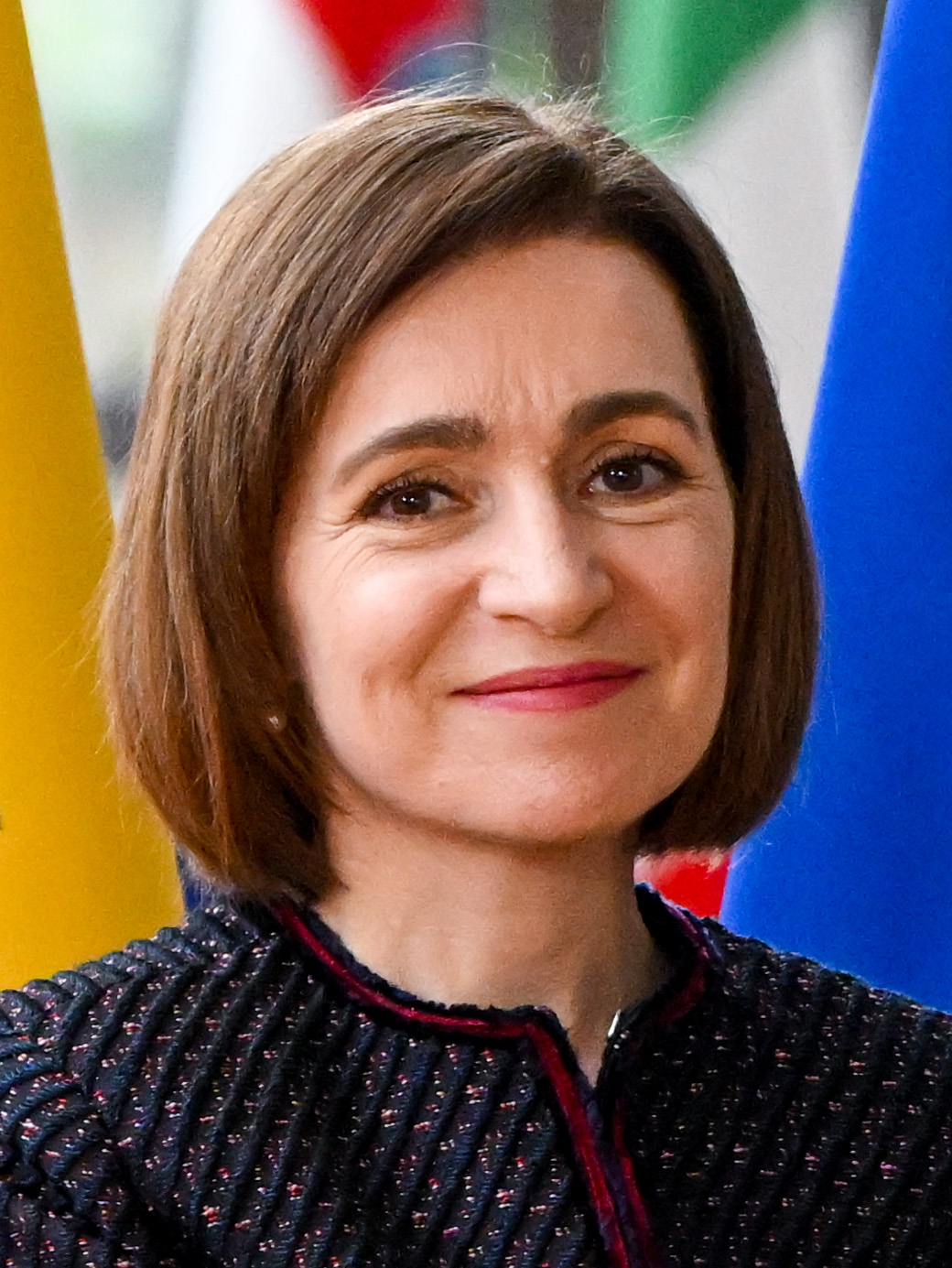
Maia Sandu (PAS)
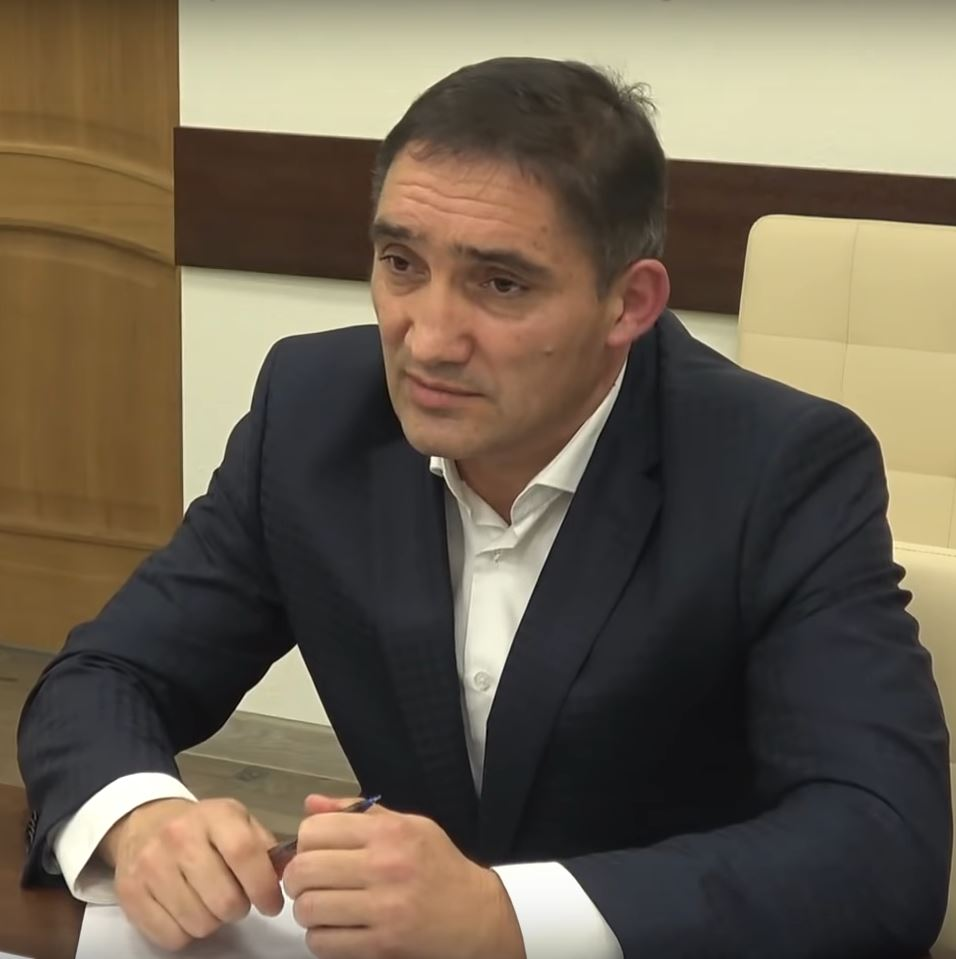
Alexandr Stoianoglo (PSRM)
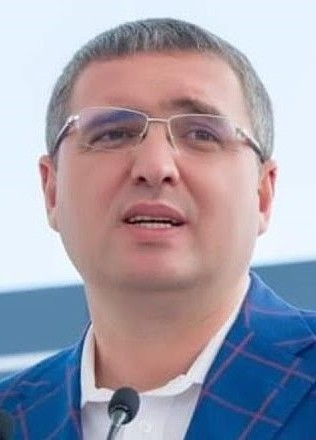
Renato Usatîi (PN)
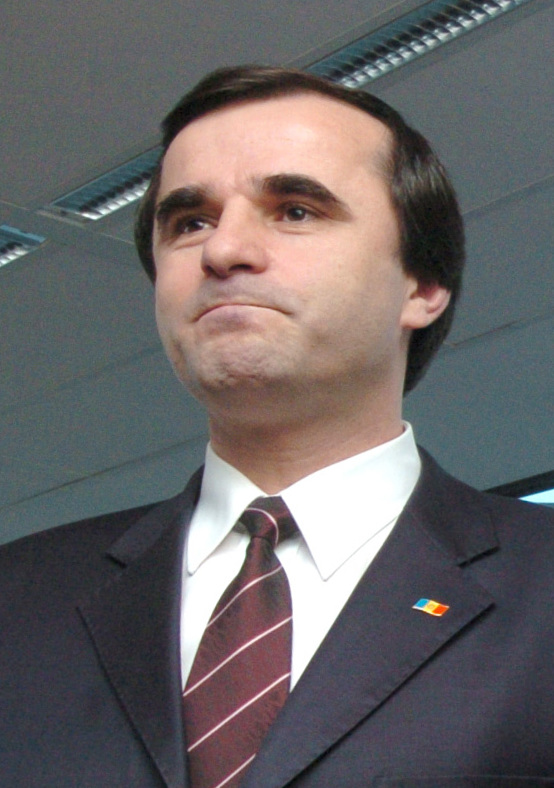
Vasile Tarlev (PVM)
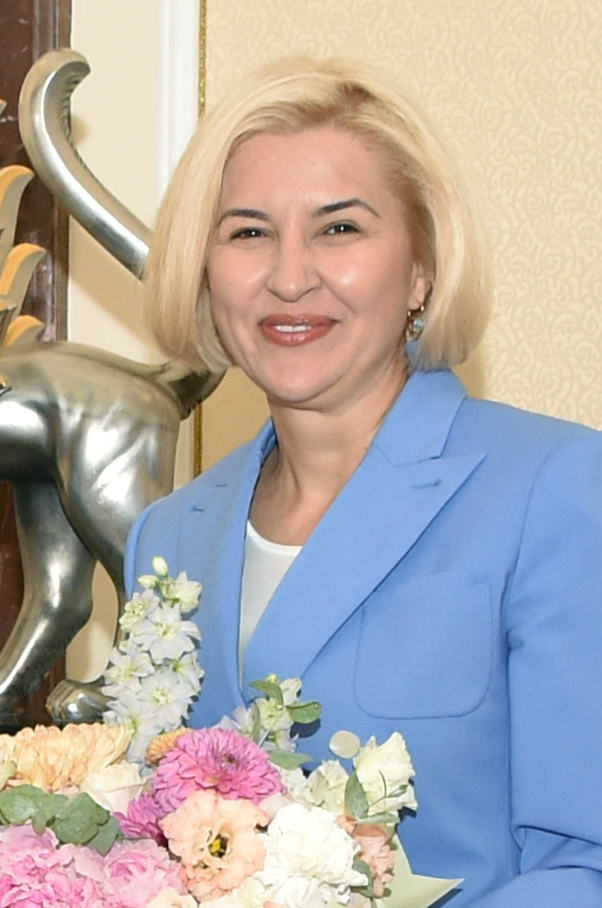
Irina Vlah (Unabhängige)
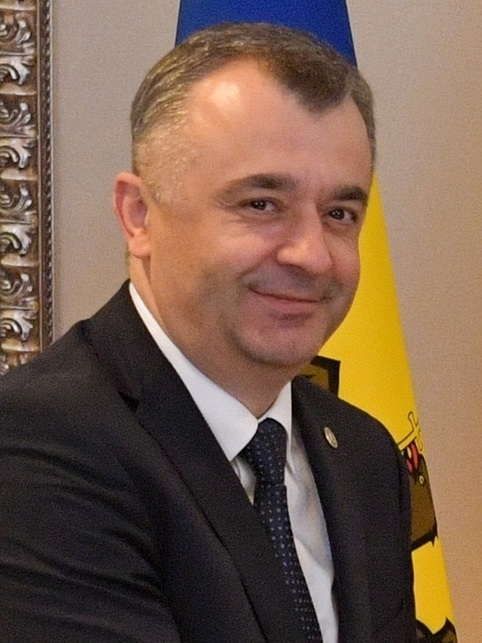
Ion Chicu (PDCM)

## Meinungsumfragen
Insgesamt wurden elf Kandidaten zur Wahl zugelassen. Nach Meinungsumfragen lag die amtierende Präsidentin Sandu durchgehend deutlich in Führung. Ihr kam dabei die Zersplitterung der Opposition zugute. Es wird damit gerechnet, dass es zu einer Stichwahl zwischen Sandu und dem zweitplatzierten Bewerber kommen werde.

## Erster und zweiter Wahlgang
Nach Auszählung aller Wahlzettel verfehlte Sandu bei der Wahl am 20. Oktober 2024 mit rund 42 Prozent der Stimmen die absolute Mehrheit und musste damit in die Stichwahl am 3. November 2024 gehen. Ihr Gegner in der Stichwahl ist der frühere Generalstaatsanwalt Alexandru Stoianoglo, der rund 26 Prozent der Stimmen erhielt und für die traditionell starke Sozialistische Partei des prorussischen Ex-Präsidenten Igor Dodon antritt.
Im gleichzeitigen Referendum über einen EU-Beitritt Moldaus zeigte sich unerwartet ein äußerst knapper Ausgang. Obwohl Meinungsumfragen ein deutliches „Ja“-Votum zur EU hatten vermuten lassen, gewannen die Befürworter nur äußerst knapp mit 50,4 % der Stimmen. Das knappe Ergebnis wurde auch auf den massiven Stimmenkauf zurückgeführt.
Im Vorfeld des zweiten Wahlgangs präsentierte sich Stoianoglo als Kandidat des Ausgleichs zwischen West und Ost. Er werde ein „apolitischer Präsident“ sein, der sowohl gute Beziehungen zu Russland, als auch zur EU anstrebe. Verschiedene Beobachter und Politiker warnten, dass ein möglicher Präsident Stoianoglo zwar keine Marionette Moskaus sein werde, dass aber ein Wahlsieg Stoianoglos ein eindeutiges Indiz dafür wäre, dass Russland immer noch entscheidenden Einfluss in der Politik der Republik Moldau habe. Von den anderen, im ersten Wahlgang ausgeschiedenen Kandidaten sprach der drittplatzierte Renato Usatii keine eindeutige Wahlempfehlung aus, während sich die meisten anderen Kandidaten direkt oder indirekt für die Wahl Stoianoglos aussprachen.
Im zweiten Wahlgang am 3. November 2024 siegte Sandu gegen Stoianoglo mit etwa 55,3 Prozent der Stimmen für sie, bei 44,7 % der Stimmen für ihren Gegenkandidaten (vorläufiges amtliches Endergebnis, Stand: 4. November 2024). Sandu rief die Bevölkerung zur Einheit auf, Stoianoglo bat die Wähler um Ruhe.

## Ergebnisse
Sandu gewann die Stichwahl mit über 55 % zu unter 45 % der 1.680.569 gültigen Stimmen (siehe Tabelle); sie unterlag dabei im eigenen Land mit unter 49 % zu über 51 % von 1.352.718 gültigen Stimmen, während sie bei den im Ausland lebenden Stimmberechtigten mit rund 83 % zu 17 % von 327.851 gültigen Stimmen vorne lag; lediglich im Munizip Chisinau gewann Sandu auch im Inland mit über 57 % zu unter 43 % von dort insgesamt 375.556 gültigen Stimmen. Von den insgesamt 2219 ausgezählten Stimmbezirken hatte man 231 im Ausland eingerichtet, davon allein 58 landesweit im von rumänischsprachigen Moldawiern bevorzugten Italien, aber nur zwei im von Russischsprachlern vergleichbar bevorzugten Russland, zudem beide in Moskau.
| Kandidaten                                                                           | Kandidaten          | Parteien                                      | 1. Wahlgang | 1. Wahlgang | 2. Wahlgang | 2. Wahlgang |
| Kandidaten                                                                           | Kandidaten          | Parteien                                      | Stimmen     | %           | Stimmen     | %           |
| ------------------------------------------------------------------------------------ | ------------------- | --------------------------------------------- | ----------- | ----------- | ----------- | ----------- |
|                                                                                      | Maia Sandu          | Partidul Acțiune și Solidaritate              | 656.852     | 42,5        | 930.139     | 55,3        |
|                                                                                      | Alexandr Stoianoglo | Partidul Socialiștilor din Republica Moldova  | 401.215     | 26,0        | 750.430     | 44,7        |
|                                                                                      | Renato Usatîi       | Partidul Nostru                               | 213.169     | 13,8        |             |             |
|                                                                                      | Irina Vlah          | unabhängig                                    | 83.193      | 5,4         |             |             |
|                                                                                      | Victoria Furtună    | unabhängig                                    | 68.778      | 4,4         |             |             |
|                                                                                      | Vasile Tarlev       | Partidul pentru Viitorul Moldovei             | 49.316      | 3,2         |             |             |
|                                                                                      | Ion Chicu           | Partidul Dezvoltării și Consolidării Moldovei | 31.797      | 2,1         |             |             |
|                                                                                      | Octavian Țîcu       | Blocul electoral “Împreună”                   | 14.326      | 0,9         |             |             |
|                                                                                      | Andrei Năstase      | unabhängig                                    | 9.946       | 0,6         |             |             |
|                                                                                      | Natalia Morari      | unabhängig                                    | 9.444       | 0,6         |             |             |
|                                                                                      | Tudor Ulianovschi   | unabhängig                                    | 7.995       | 0,5         |             |             |
| Gesamt                                                                               | Gesamt              | Gesamt                                        | 1.546.031   | 100         | 1.680.569   | 100         |
|                                                                                      |                     |                                               |             |             |             |             |
| Ungültige Stimmen                                                                    | Ungültige Stimmen   | Ungültige Stimmen                             | 18.464      | 1,2         | 19.376      | 1,1         |
| Wähler                                                                               | Wähler              | Wähler                                        | 1.564.495   | 51,7        | 1.699.945   | –           |
| Wahlberechtigte                                                                      | Wahlberechtigte     | Wahlberechtigte                               | 3.023.506   |             | –           |             |
|                                                                                      |                     |                                               |             |             |             |             |
| Quellen: Comisia Electorală Centrală a Republicii Moldova, 1. Wahlgang – 2. Wahlgang |                     |                                               |             |             |             |             |